# Geezer Butler
Terence Michael Joseph "Geezer" Butler (Aston, Birmingham, Inglaterra; 17 de julio de 1949) es un músico y compositor británico, célebre por formar parte de la banda de heavy metal Black Sabbath como bajista y escritor de las letras de sus canciones. Geezer también ha grabado con Heaven and Hell, GZR y Ozzy Osbourne.

## Biografía
Butler recibió el apodo de "Geezer" aproximadamente a los ocho años, comentó en una ocasión. «Yo solía llamar geezer a todos en la escuela. Era solo un término para llamar a una persona. Ya sabes, como guy en los Estados Unidos. En Inglaterra, el término es bloke o geezer. Solía llamar a todo el mundo geezer y luego, al final todo el mundo empezó a llamarme Geezer».
Butler creció en una familia católica de clase obrera y ascendencia irlandesa. Fue educado en la fe católica y tomó la primera comunión, aunque poco después abandonó dichas creencias. «Iba a misa los domingos solo para mirar a las chicas bonitas que acudían allí», ha recordado al respecto.
Estuvo fuertemente influenciado por el escritor Aleister Crowley en su adolescencia. Butler formó su primera banda, Rare Breed, en el otoño de 1967, con Ozzy Osbourne quien pronto se uniría como vocalista. Butler salía con una chica que vivía cerca de la casa de Tony Iommi y los primeros recuerdos que tenía Iommi de Geezer fueron verlo pasar con bastante frecuencia por su casa en Birmingham para visitarla. Más tarde, Iommi y Geezer se conocieron cuando sus bandas tocaron en un club nocturno cercano. Separados durante un tiempo, Osbourne y Butler se reunieron en el cuarteto de blues Polka Tulk, junto con el guitarrista Iommi y el batería Bill Ward. Ellos renombraron a su banda como Earth, pero después de conocer que una banda de la escena local inglesa tenía el mismo nombre, pronto adoptaron el nombre de Black Sabbath a mediados de 1969.
Inspirado por John Lennon, Butler tocaba la guitarra rítmica antes de estar en Black Sabbath, en una banda llamada Rare Breed con su amigo Ozzy Osbourne. Cuando Sabbath estaba formado, Iommi dejó en claro que él no tocaría con otro guitarrista, así que Butler se cambió al bajo. Butler cita a Jack Bruce de Cream como su más grande influencia como bajista. Iommi describió a Butler como de otro planeta en los primeros días de la banda; él tomaba LSD, vestía ropa de hippie, y era muy tranquilo. En el tiempo en que fue formado Black Sabbath, Butler estaba estudiando para convertirse en contable, y este entrenamiento le resultó efectivo, al administrar las finanzas de la banda en los primeros días.
Butler dejó brevemente Black Sabbath en 1980 durante la grabación de su disco Heaven and Hell para lidiar con sus problemas personales. Él de nuevo dejó la banda en 1984 después de estar en el tour de su disco de 1983, Born Again. En 1988 se unió con su excompañero de Black Sabbath, Ozzy Osbourne para formar parte de la gira No Rest for the Wicked Tour. Butler se reunió con Black Sabbath en 1991 para comenzar a grabar Dehumanizer, pero de nuevo dejó el grupo después de la gira de Cross Purposes en 1994.
En 1995 Butler se unió con Ozzy Osbourne para tocar en el disco Ozzmosis. Después de grabar dicho disco, formó GZR, publicando Plastic Planet en 1995. Su siguiente álbum, Black Science, fue publicado en 1997. Butler se reunió una vez más con Sabbath en la edición de ese año del Ozzfest, y se mantuvo con la banda desde entonces. En 2005 se lanzó Ohmwork, su tercer álbum en solitario. En octubre de 2006 se anunció que Butler, junto con Tony Iommi, volverían a reformar la formación de la época de Dehumanizer contando con Ronnie James Dio y Vinny Appice bajo el nombre de Heaven and Hell. Geezer grabó y participó en el tour del álbum 13 que fue organizado como The End Tour en 2017.

## Vida personal
Butler está casado con Gloria Butler, quién fue la mánager de Heaven and Hell. Él también comparte su casa en los Ángeles con varios gatos, de los cuales ha publicado fotos en su sitio web. Su hijo, Biff Butler, fue el líder de la banda de Nu Metal Apartment 26. El otro hijo de Geezer, James está graduado de Oxford y reside en Londres.
Butler es un seguidor de toda la vida del club Aston Villa, y durante la inducción de Black Sabbath al Rock And Roll Hall Of Fame, Butler es escuchado gritando ''¡Arriba el Aston Villa!'' cuando los miembros de la banda dejaron el escenario.
Según la biografía de Ozzy Osbourne I Am Ozzy, Geezer "nunca usa un lenguaje obsceno".
Butler fue criado con una dieta vegetariana y ahora es vegano, y apareció en un anunció de personas para el tratamiento ético de los animales en 2009.
En enero de 2015, Butler fue brevemente detenido en un bar después de una pelea en Death Valley y acusado de asalto menor, intoxicación pública y vandalismo. Fue liberado después de ser desintoxicado.

## Estilo y legado
Butler es notado como uno de los primeros bajistas en usar el pedal wah y afinar su instrumento (de estándar Mi-La-Re-Sol al más grave Do#-Fa#-Si-Mi), como se muestra en el disco Master of Reality, debido a que Iommi empezó a afinar su guitarra en C# (Do sostenido). Durante la era de Ozzy Osbourne con la banda, Geezer escribió casi todas las letras de las canciones, mostrando fuertemente su fascinación por la religión, la ciencia ficción, la fantasía, el terror y reflexiones sobre el lado oscuro de la naturaleza del ser humano.
Butler es reconocido como la más grande influencia en los bajistas de heavy metal. Billy Sheehan de Mr. Big dijo: «Él es el padre fundador de toda una generación de música y un hombre quien realmente ayudó a establecer al bajo como parte fundamental en el sonido y la estructura de la canción de Sabbath». En la biografía de Mick Wall de Iron Maiden titulada Run To The Hills, Harris relata: «A la distancia recuerdo tratar de tocar Paranoid de Black Sabbath. A la primera no podía sacarla. Tiré mi guitarra en mi cama y salí enfadado, pero al día siguiente volví, agarré la guitarra ¡y toqué nota por nota! Una vez que pude, empecé a meterme de lleno en las líneas de bajo con un poquito más de sutileza...».
El antiguo bajista de Metallica, Jason Newsted, lo definió como su influencia número 1, y describió: «Todos los verdaderos bajistas de metal miran a Geezer como un pionero y el padrino de dicho instrumento. El mejor de todos». Rex Brown de Pantera y Kill Devil Hill aseguró: «Él es una leyenda. Lo es todo. Geezer es mucho más que una influencia para mí». Otros bajistas como Cliff Burton, Les Claypool, Steve DiGiorgio, Alex Webster, John Myung, Johnny Lee Middleton o Greg Smith citaron a Butler como su más grande influencia en desarrollar sus estilos.

## Equipamiento
Butler actualmente respalda los bajos Lakland y tiene su propio modelo de signatura. Para amplificadores, Butler está respaldado por los amplificadores de bajo Hartke, Kilo bass head y 4X10 HyDrive cabinet. En el pasado, el ha sido conocido por usar el Ampeg SVT & B-15 y Fender, Dan Armstrong Plexi, Rickenbacker, Yamaha BB, Vigier and B.C. Rich Basses.
Según Geezer, después de su bajo Rig Rundown, él uso durante los siguientes años.
- Pre-CBS Fender Precision (x2)
- Dan Armstrong Plexiglass (Hecho por Ampeg)
- John Birch (JB1 body style) En blanco (customizado con un sticker en el estilo de Coca Cola pero dice ''disfrute de la cocaína''”)
- John Birch (JB1 body style) En negro.
- John Birch (JB1 body style) 8 cuerdas.
- Jaydee Roadie 2 (Creado por John Diggins)
- BC Rich Eagle Deluxe
- BC Rich Iron Bird
- Spector NS-2 (En blanco.)
- Vigier Passion 5
- Vigier Arpege
- Vigier Excess
- Bill Nash Custom (Usado en la grabación de "13").

### Bajos de Lakland
Desde principios de los 2000.
- Joe Osborn 44-60 (Ahora llamado Vintage Jazz)
  - En Seafoam verde
  - En negro con torso pickguard
  - En negro con pickguard gris (Virgin Mary y Henry Sticker)
- Joe Osborn 55-60 (5 Cuerdas de bajo Jazz)
- Bob Glaub 44-62 Precision Jazz
  - En negro con torso en el pickguard.
  - En negro con un pickguard gris.
- 44-51 Precisión con (Vintage Single Coil pickup)
- 44-51M Precisión con un Split Coil, Blanco con un pickguard negro y con un sticker de GZR en el puente.
- 44-64 Duck Dunn (Vintage P con J style Neck) Única precisión
- Custom Lakland 51 Precisión de estilo con los colores de Aston Villa. (Visto durante la canción Paranoid en "The End of The End" DVD)

### Bajos de Lakland Signature
Lanzado en 2013.
- Signature #1 Negro con negro y gris aluminio golpeador rayado. Custom de incrustación de tablero de traste personalizado.
- Signature #2 Negro con negro y aluminio gris personalizado con el pickguard.
- Signature #3 Negro con blanco en su pickguard.

## Discografía

Geezer con Ozzy Osbourne, 1995.

### Solo
- 1995 - Plastic Planet ("G/Z/R")
- 1997 - Black Science ("Geezer")
- 2005 - Ohmwork ("GZR")

### Black Sabbath
- 1970 - Black Sabbath
- 1970 - Paranoid
- 1971 - Master of Reality
- 1972 - Black Sabbath, Vol. 4
- 1973 - Sabbath Bloody Sabbath
- 1975 - Sabotage
- 1976 - Technical Ecstasy
- 1978 - Never Say Die!
- 1980 - Live at Last!
- 1980 - Heaven and Hell
- 1981 - Mob Rules
- 1982 - Live Evil
- 1983 - Born Again
- 1992 - Dehumanizer
- 1994 - Cross Purposes
- 1995 - Cross Purposes Live
- 1996 - The Sabbath Stones
- 1998 - Reunion
- 2002 - Past Lives
- 2002 - Symptom of the Universe: The Original Black Sabbath (1970-1978)
- 2004 - Black Box: The Complete Original Black Sabbath (1970-1978)
- 2007 - Black Sabbath: The Dio Years
- 2013 - 13

### Ozzy Osbourne
- 1990 - Just Say Ozzy
- 1995 - Ozzmosis

### Heaven and Hell
- 2007 - Live from Radio City Music Hall
- 2009 - The Devil You Know